# Затрахидиды
Затрахидиды или затрахеиды (лат. Zatrachydidae) — семейство темноспондилов из ранней перми.

## Описание
Череп широкий, уплощённый, сильно скульптированный (наиболее развитая скульптура среди всех примитивных тетрапод). Предглазничная часть черепа удлинённая. Присутствует огромное срединное отверстие между предчелюстными и носовыми костями. Таблитчатые кости образуют «рога», направленные назад, такие же выросты развиты на квадратноскуловых костях. В целом все эти образования придают задней части черепа шиповатый вид с развитым «воротником». Затылочный мыщелок парный. Челюстное сочленение на уровне затылка. Зубы мелкие, нёбо покрыто остеодермами. Нёбные «клыки» развиты слабо. Каналы боковой линии не развиты. Верхняя поверхность черепа сильно скульптирована, мощные выступы и гребни вокруг глазниц, продолжаются к ноздрям, назад от глазниц и вбок к скуловым костям. Позвонки рахитомные. Голова огромная относительно размеров туловища, хвост короткий, конечности относительно слабые.

## Представители
Три рода:

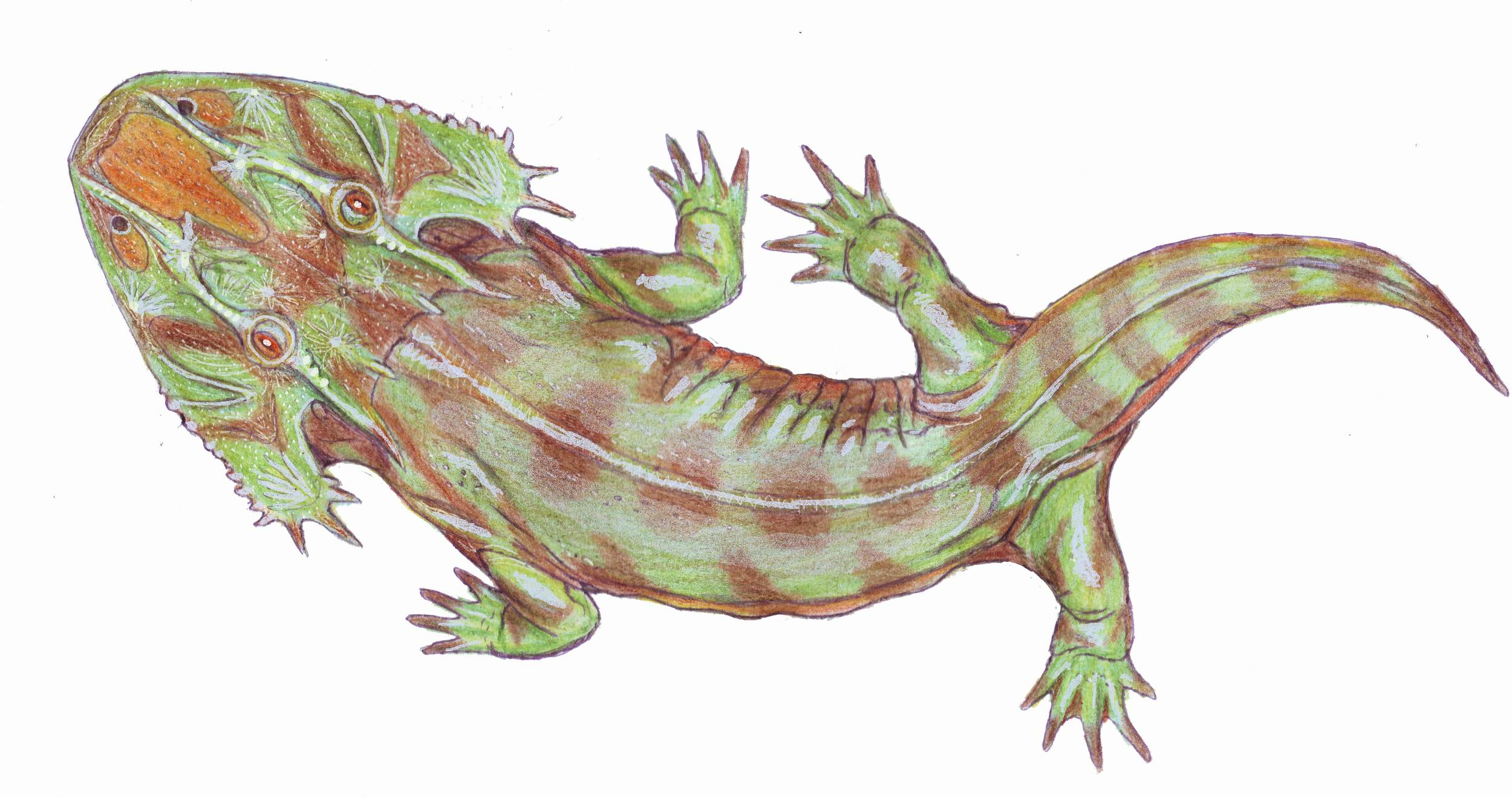
Zatrachys serratus

- Затрахис (лат. Zatrachys) — описан Э. Д. Коупом в 1878 году, типовой и единственный вид — Z. serratus. Мелкое животное с широким плоским U-образным черепом, длина черепа около 10—15 см. Отличается очень сильным развитием шипов на таблитчатых и квадратноскуловых костях. Глазницы маленькие, слегка приподняты над крышей черепа. Срединное отверстие расширено кпереди. Хоаны большие, позади ноздрей. На нёбе слабо развиты пары клыков, есть нёбная шагрень, краевые зубы мелкие. Ноздри крупные. Орнамент в виде ямок и гребней с шипами и шишками на гребнях. Происходит из ранней перми (уичита) Техаса и Нью-Мексико.
- Дазицепс (лат. Dasyceps) — род выделен Т. Хаксли в 1859 году. Первоначально был описан Ллойдом как Labyrinthodon bucklandi из ранней перми Кенилворта в Англии. Крупное животное с черепом до 29 см длиной. Череп длинный, с заострённой мордой. Срединное отверстие крупное, каплевидное. Орбиты мелкие, в задней части черепа, сильно приподняты над крышей черепа, от орбит отходят гребни вбок и назад на квадратноскуловые кости. Таблитчатые кости широкие, шиповатый орнамент слабо развит. Постпариетальный отросток небольшой. Орнамент из ямок и гребней, шишки на гребнях мелкие. Челюстной сустав позади затылочного.

Два вида — типовой (лат. D. bucklandi) из ранней перми Англии и американский D. microphthalmus. Последний был описан Коупом в 1896 году из ранней перми Нью-Мексико как Zatrachys microphthalmus, к роду Dasyceps отнесён Р. Патон в 1975 году. От европейского вида отличается мелкими размерами; слёзная кость достигает орбиты.

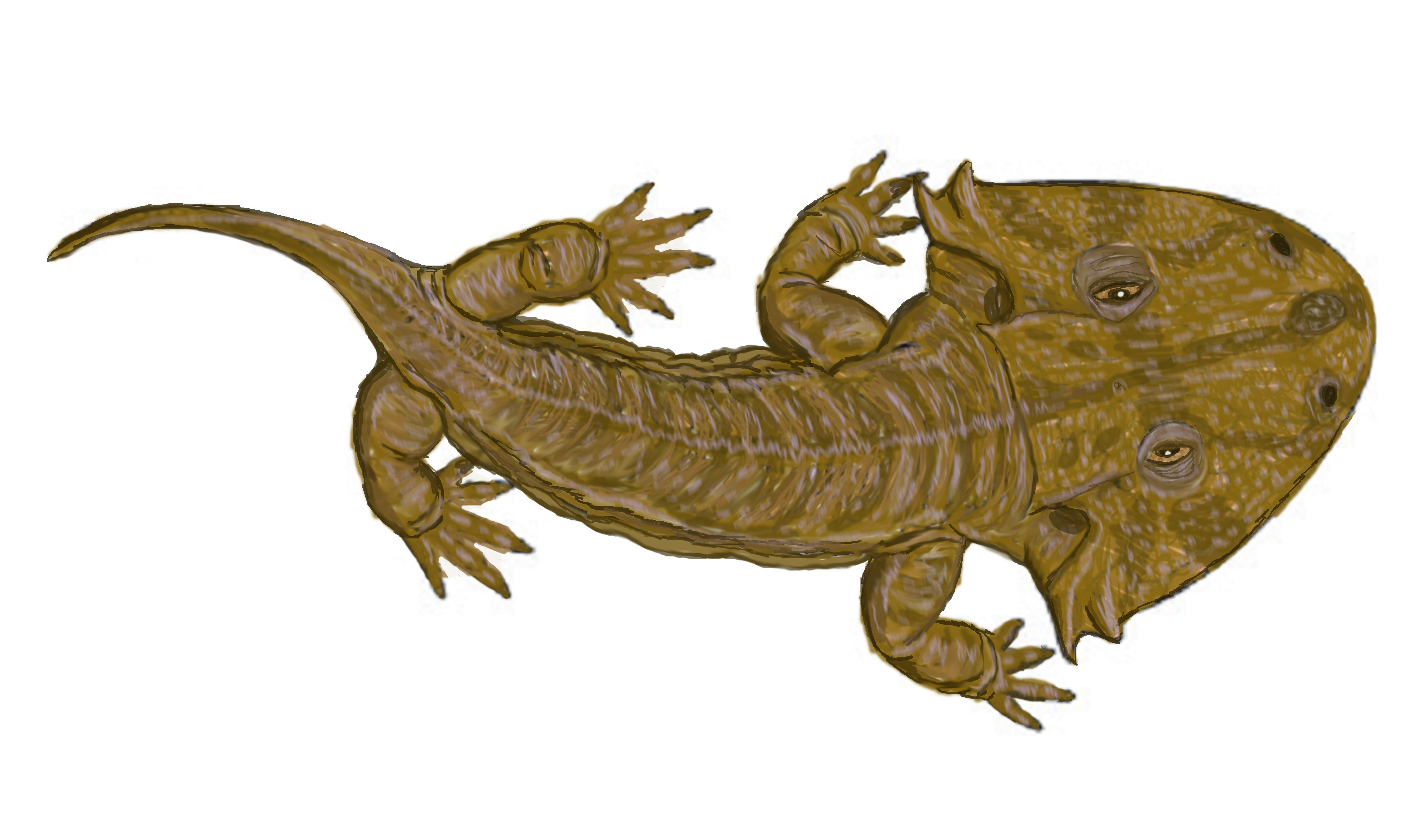
Acanthostomatops vorax, взрослая особь

- Акантостоматопс (лат. Acanthostomatops vorax) — описан Креднером в 1883 году как Acanthostoma vorax, родовое название изменено в 1961 году. Происходит из ранней перми Германии (Саксония). Мелкое животное, с длиной черепа до 10 см. Чрезвычайно сходен с родом Zatrachys, отличается менее развитой орнаментацией. Описаны 32 экземпляра — от молодых до взрослых. У молодых отсутствуют шипы, череп округлый. Молодые особи явно были водными, имели 3—4 пары наружных жабр, у взрослых сохранялись 4 пары гипобранхиалий, наружных жабр не было. Конечности довольно развиты даже у молодых особей, с возрастом тело и хвост относительно укорачивались за счет увеличения головы. 21—22 предкрестцовых позвонка, 28 хвостовых.

Род Stegops, считавшийся единственным позднекарбоновым представителем семейства, по-видимому, относится к диссорофидам.
В целом можно отметить, что известные представители семейства четко делятся на две группы — короткомордые широкоголовые затрахис и акантостоматопс и длинномордый дазицепс.
Посткраниальный скелет затрахеид долгое время был неизвестен, поэтому С. Уиллистон предполагал, что спинной «парус», описанный как Platyhystrix, принадлежит затрахеиду. Как оказалось, совместное нахождение черепа Zatrachys и спинных позвонков Platyhystrix было случайным. Также, вероятно, не принадлежат затрахеидам части позвоночника с дорзальными панцирными пластинками, отнесённые к этой группе Э. Кейзом. Все указанные посткраниальные остатки принадлежат диссорофидам. Лишь для акантостоматопса посткраний очень хорошо изучен; учитывая сходство всех трёх родов, можно думать, что все они выглядели примерно одинаково, отличаясь лишь пропорциями черепа.

## Экология
Долгое время затрахидид считали водными животными. Дело в том, что у затрахиса и дазицепса ошибочно были описаны каналы боковой линии. Скелет акантостоматопса принадлежит явно наземному животному, по крайней мере, во взрослом состоянии. Р. Патон в 1975 году высказала предположение о наземном образе жизни этих животных, изучение онтогенеза акантостоматопса подтвердило эту идею. В то же время, питание затрахидид остается неизвестным. Очень плоский шиповатый череп и шагрень нёбных зубов чрезвычайно напоминает другую загадочную группу палеозойских «амфибий» — лантанозухид. В связи с этим М. Ф. Ивахненко предполагает для лантанозухов и затрахидид сходную пищевую специализацию — питание раковинными рачками в мелких солёных водоёмах (фактически, в лужах).
Американские исследователи считают лантанозухов наземными охотниками за насекомыми, обитателями подлеска, что может быть верным и для затрахидид. В связи с этим и назначение срединного отверстия черепа трактуется по-разному. Р. Патон предположила, что в отверстии находилась мембрана, способная раздуваться — как горловой мешок современной лягушки. Это помогало отпугивать хищников и привлекать самок. С другой стороны, Ивахненко считает срединное отверстие вместилищем солевыводящей железы.
Затрахидиды — крайне необычная, специализированная, немногочисленная, но широко распространённая группа палеозойских земноводных, не имеющая современных аналогов.